# Nova Acta Regiae Societatis Scientiarum Upsaliensis
Nova Acta Regiae Societatis Scientiarum Upsaliensis (abreviado Nova Acta Regiae Soc. Sci. Upsal.) es una revista con ilustraciones y descripciones botánicas que es editada en Upsala en tres series desde el año 1773 hasta ahora.

## Publicación
- Serie nº 2, vols. 1-14, 1773-1850;
- Serie nº 3, vols. 1-20, 1851-94;
- Serie nº 4, vol. 1+, 1905+